# Paraclytus excultus
Paraclytus excultus là một loài bọ cánh cứng trong họ Cerambycidae.